# 玛丽亚·特雷莎·波特拉·里瓦斯
玛丽亚·特雷莎·波特拉·里瓦斯（西班牙語：María Teresa Portela Rivas，1982年5月5日—），西班牙女子皮划艇运动员。她曾代表西班牙参加2000年、2004年、2008年、2012年、2016年和2020年夏季奥林匹克运动会皮划艇比赛，其中2020年奥运会获得一枚银牌。